# High-Mobility-Group-Protein B1
High-Mobility-Group-Protein B1 (auch HMGB1 oder Amphoterin), ist ein High-Mobility-Group-Protein, das von abgestorbenen Zellen freigesetzt wird (Nekrose) und physiologisch als körpereigener Alarmstoff dient. Hohe Konzentrationen im Blut deuten häufig auf ernste bis tödliche Erkrankungen hin, zum Beispiel bei Blutvergiftungen (Sepsis) oder dem Endstadium der Malaria. HMGB1 spielt auch bei Tumorentwicklung und Immunabwehr eine wichtige Rolle. Im Tiermodell und in klinischen Studien konnte gezeigt werden, dass HMGB1 auch an der Entstehung von zahlreichen rheumatischen Erkrankungen beteiligt ist. In gesunden Zellen ist HMGB1 zudem an der Genexpression, dem Lesen der Erbanlagen, beteiligt (Transkription).
HMGB1 wird aufgrund seiner komplexen Funktionen derzeit intensiv erforscht. Die Inhibierung (Hemmung) von HMGB1 verspricht neue Möglichkeiten der Therapie zahlreicher ernsthafter Erkrankungen.

## Synonyme
HMGB1, HMG1 und Amphoterin

## Struktur
HMGB1 ist Mitglied der Klasse der high-mobility group box proteins DNA-bindender Proteine. Es wird human auf Chromosom 13 q12 kodiert, weist 215 Aminosäuren auf, wiegt rechnerisch 24.762 Dalton und wandert elektrophoretisch bei 30 kDa. Strukturelle Motive sind zwei positiv geladene DNA-bindende Elemente, die A-Box(1-79) und die B-Box(89-163) sowie ein saurer Anteil C-terminal 166-215 mit hohem Anteil von Asparagin- und Glutaminsäure. Das Protein weist zwei Kernlokalisationssequenzen NLS1 bei 28-44 und NLS2 bei 180-185 auf. Es bindet die DNA unspezifisch in der minor grove und biegt diese (bends), so dass weitere DNA-bindende Proteine, zum Beispiel Transkriptionsfaktoren, daran binden können. Es wird in verschiedenen Formen posttranslationell modifiziert: Acetylierung an Lysin, Methylierung, ADP-Ribosylierung, Phosphorylierung, Glycosylierung. Das Ausmaß der Acetylierung an Kernlokalisationssequenzen bestimmt zum Beispiel, ob das Protein in den Kern wandert oder aktiv sezerniert wird.

## Rezeptoren und Signaltransduktion
Bekannte Rezeptoren sind RAGE, TLR-4 und TLR-2, bedeutendste aktivierte Elemente der Signaltransduktion sind p38-MAPK und NF-κB.

## Biologische Effekte
Aktivierte Zellen bilden dann zum Beispiel diverse Zytokine, Adhäsionsmoleküle, iNOS (Peroxynitrit).
Neutrophile Granulozyten, Monozyten, Makrophagen und Dendritzellen werden aktiviert, Gefäßendothelien exprimieren Adhäsionsrezeptoren und werden permeabel (Folge: vascular leak mit Gewebsödem, reduzierte Gewebsperfusion), ebenso intestinale Epithelien (Folge: Übertritt von Darmbakterien in die Blutbahn). Im Sinne einer späteren Gewebsreparatur werden zum Beispiel Mesoangioblasten und andere Stammzellen aktiviert.

## Krankheiten
Autoimmunerkrankungen, bei denen eine Bedeutung diskutiert wird, sind der systemische Lupus erythematosus, die Rheumatoide Arthritis, therapierefraktäre Epilepsie, und wenn man die Mikroinflammation als solche auffassen will, die Atherosklerose.
Krankheiten der sekundären Organismusschädigung sind Sepsis und andere Formen der systemischen Inflammation, Nekrosevorgänge mit unreguliertem Zelltod wie Ischämie-Reperfusion bei Organtransplantation, Schlaganfall, Embolie.

## Konzept Sepsis
Sepsis siehe dort; in der Frühphase des Kontaktes mit Keimen kommt es zur raschen Erkennung verschiedener ihrer Strukturelemente und zu einer unspezifischen Abwehraktivierung, wobei als früheste Mediatoren der Tumornekrosefaktor und Interleukin 1 gebildet werden. HMGB1 wurde in der Auffassung gesucht und in dieser Funktion entdeckt als 'ein von aktivierten Makrophagen spät gebildetes Zytokin'. Es ist der in der zeitlichen Reihenfolge der gebildeten Mediatoren erste, welcher sich klinisch transformierbar im Tierversuch verschiedener Sepsismodelle als therapeutisch erfolgreich inhibierbar darstellte.

## Inhibitoren
Bekannt sind Minocyclin, Ethylpyruvat, Acetylcholin, Nikotin als Agonisten am α7-nikotinischen Acetylcholinrezeptor, sowie Steaoryl-Lysophosphatidylcholin.